# Liste der Werke des Corpus Scriptorum Christianorum Orientalium
Dies ist eine Liste der Werke des Corpus Scriptorum Christianorum Orientalium (CSCO). Die Buchreihe wurde 1903 von dem katholischen französischen Orientalisten Jean-Baptiste Chabot (1860–1948) gegründet und erscheint heute bei Peeters in Leuven/Louvain/Löwen (früher in Paris bei Poussielgue und in Leipzig im Harrassowitz Verlag).

## Übersicht
Die Reihe ist folgendermaßen untergliedert:
- 1	Guidi I.: Chronica minora
- 2	Guidi I.: Chronica minora
- 3	Brooks E.W.: Chronica minora
- 4	Chabot I.-B.: Chronica minora
- 5	Brooks E.W. , Guidi I. , Chabot I.-B.: Chronica minora
- 6	Brooks E.W. , Guidi I. , Chabot I.-B.: Chronica minora
- 7	Brooks E.W.: Vitae virorum apud monophysitas celeberrimorum, I
- 8	Brooks E.W.: Vitae virorum apud monophysitas celeberrimorum, I
- 9	Vaschalde A.: Philoxeni Mabbugensis tractatus tres de Trinitate et Incarnatione
- 10	Vaschalde A.: Philoxeni Mabbugensis tractatus tres de Trinitate et Incarnatione
- 11	Duval R.: Iso'yahb patriarchae III. Liber epistularum
- 12	Duval R.: Iso'yahb patriarchae III. Liber epistularum
- 13	Labourt H.: Dionysius bar Salibi. Expositio liturgiae
- 14	Labourt H.: Dionysius bar Salibi. Expositio liturgiae
- 15	Sedlácek I. , Chabot I.-B.: Dionysii bar Salibi commentarii in evangelia, I
- 16	Sedlácek I. , Chabot I.-B.: Dionysii bar Salibi commentarii in evangelia, I
- 17	Chabot I.-B.: Documenta ad origines monophysitarum illustrandas
- 18	Littmann E.: Philosophi abessini
- 19	Littmann E.: Philosophi abessini
- 20	Conti Rossini K.: Historia regis Sarsa Dengel (Malak Sagad). Accedit historia gentis Galla, curante I. Guidi
- 21	Conti Rossini K.: Historia regis Sarsa Dengel (Malak Sagad). Accedit historia gentis Galla, interprete I. Guidi
- 22	Guidi I.: Annales Iohannis I, ’Iyasu I et Bakaffa
- 23	Guidi I.: Annales Iohannis I, ’Iyasu I et Bakaffa
- 24	Guidi I.: Annales Iohannis I, ’Iyasu I et Bakaffa
- 25	Guidi I.: Annales Iohannis I, ’Iyasu I et Bakaffa
- 26	Conti Rossini K.: Vitae sanctorum antiquiorum, I. Acta Yared et Pantalewon
- 27	Conti Rossini K.: Vitae sanctorum antiquiorum, I. Acta Yared et Pantalewon
- 28	Conti Rossini K.: Vitae sanctorum indigenarum, fasc. 1. Acta S. Basalota Mika'el et S. Anorewos
- 29	Conti Rossini K.: Vitae sanctorum indigenarum, fasc. 1. Acta S. Basalota Mika’el et S. Anorewos
- 30	Turaiev B.: Vitae sanctorum indigenarum, fasc. 2. Acta S. Aaronis et S. Philippi
- 31	Turaiev B.: Vitae sanctorum indigenarum, fasc. 2. Acta S. Aaronis et S. Philippi
- 32	Turaiev B.: Vitae sanctorum indigenarum, I. Acta S. Eustathii
- 33	Conti Rossini K.: Vitae sanctorum indigenarum. I. Acta Marqorewos
- 34	Conti Rossini K.: Vitae sanctorum indigenarum. I. Acta Marqorewos
- 35	Turaiev B.: Vitae sanctorum indigenarum, I. Acta S. Fere Mika’el et S. Zar’a Abreham
- 36	Turaiev B.: Vitae sanctorum indigenarum, I. Acta S. Fere Mika’el et S. Zar’a Abreham
- 37	Esteves Pereira F.M.: Acta martyrum, I
- 38	Esteves Pereira F.M.: Acta martyrum, I
- 39	Chaine M.: Apocrypha de Beata Maria Virgine
- 40	Chaine M.: Apocrypha de Beata Maria Virgine
- 41	Leipoldt I. , Crum E.W.: Sinuthii archimandritae vita et opera omnia, I. Sinuthii vita bohairice
- 42	Leipoldt I. , Crum E.W.: Sinuthii archimandritae vita et opera omnia, III
- 43	Balestri I. , Hyvernat H.: Acta martyrum, I
- 44	Balestri I. , Hyvernat H.: Acta martyrum, I
- 45	Cheikho L.: Petrus ibn Rahib. Chronicon orientale
- 46	Cheikho L.: Petrus ibn Rahib. Chronicon orientale
- 47-48-49	Forget I.: Synaxarium Alexandrinum, I
- 50	Cheikho L.: Eutychii patriarchae Alexandrini annales, I
- 51	Cheikho L. , Carra de Vaux B. , Zayyat H.: Eutychii patriarchae Alexandrini annales, II. Accedunt annales Yahia ibn Said Antiochensis
- 52	Seybold C.F.: Severus ben el-Moqaffa’. Historia patriarcharum Alexandrinorum. I
- 53	Sedlácek I.: Dionysius bar Salibi. In Apocalypsim, Actus et Epistulas catholicas
- 54	Conti Rossini K.: Documenta ad illustrandam historiam, I. Liber Axumae
- 55	Scher A.: Theodorus bar Koni. Liber Scholiorum, I
- 56	Conti Rossini K.: Vitae sanctorum indigenarum, I. Acta S. Abakerazun. II. Acta Takla Hawaryat
- 57	Conti Rossini K.: Vitae sanctorum indigenarum, I. Acta S. Abakerazun. II. Acta Takla Hawaryat
- 58	Conti Rossini K.: Documenta ad illustrandam historiam, I. Liber Axumae
- 59	Seybold C.F.: Severus ben el-Moqaffa’. Historia patriarcharum Alexandrinorum. I
- 60	Sedlácek I.: Dionysius bar Salibi. In Apocalypsim, Actus et Epistulas catholicas
- 61	Guidi I.: Annales regum ’Iyasu II et ’Iyo’as
- 62*	Brooks E.W.: Eliae metropolitae Nisibeni opus chronologicum, I
- 62**	Chabot I.-B.: Eliae metropolitae Nisibeni opus chronologicum, II
- 63*	Brooks E.W.: Eliae metropolitae Nisibeni opus chronologicum, I
- 63**	Chabot I.-B.: Eliae metropolitae Nisibeni opus chronologicum, II
- 64	Connolly R.H.: Anonymi auctoris expositio officiorum ecclesiae Georgio Arbelensi vulgo adscripta, I
- 65	Cheikho L.: Agapius episcopus Mabbugensis. Historia universalis
- 66	Guidi L.: Annales regum ’Iyasu II et ’Iyo’as
- 67	Forget I.: Synaxarium Alexandrinum, II
- 68	Conti Rossini K. , Jaeger C.: Vitae sanctorum indigenarum, I. Acta S. Walatta Petros. II. Miracula S. Zara-Buruk
- 69	Scher A.: Theodorus bar Koni. Liber Scholiorum, II
- 70	Chabot I.-B.: S. Cyrilli Alexandrini commentarii in Lucam, I
- 71	Connolly R.H.: Anonymi auctoris expositio officiorum ecclesiae Georgio Arbelensi vulgo adscripta, I
- 72	Connolly R.H.: Anonymi auctoris expositio officiorum ecclesiae Georgio Arbelensi vulgo adscripta, II. Accedit Abrahae bar Lipheh interpretatio officiorum
- 73	Leipoldt I. , Crum E.W.: Sinuthii archimandritae vita et opera omnia, IV
- 74	Braun O.: Timothei patriarchae I epistulae, I
- 75	Braun O.: Timothei patriarchae I epistulae, I
- 76	Connolly R.H.: Anonymi auctoris expositio officiorum ecclesiae Georgio Arbelensi vulgo adscripta, II. Accedit Abrahae bar Lipheh interpretatio officiorum
- 77	Sedlácek I. , Chabot I.-B.: Dionysii bar Salibi commentarii in evangelia, I
- 78	Forget I.: Synaxarium Alexandrinum, I
- 79	Vaschalde A.: Babai Magni liber de unione
- 80	Vaschalde A.: Babai Magni liber de unione
- 81	Chabot I.-B.: Chronicon ad A.C. 1234 pertinens, I. Praemissum est Chronicon anonymum ad A.D. 819 pertinens curante Aphram Barsaum
- 82	Chabot I.-B.: Anonymi auctoris chronicon ad A.C. 1234 pertinens, II
- 83	Brooks E.W.: Historia ecclesiastica Zachariae Rhetori vulgo adscripta, I
- 84	Brooks E.W.: Historia ecclesiastica Zachariae Rhetori vulgo adscripta, II. Accedit fragmentum Historiae ecclesiasticae Dionysii Telmahrensis
- 85	Sedlácek I. , Chabot I.-B.: Dionysii bar Salibi commentarii in evangelia, I
- 86	Balestri I. , Hyvernat H.: Acta martyrum, II
- 87	Brooks E.W.: Historia ecclesiastica Zachariae Rhetori vulgo adscripta, I
- 88	Brooks E.W.: Historia ecclesiastica Zachariae Rhetori vulgo adscripta, II. Accedit fragmentum Historiae ecclesiasticae Dionysii Telmahrensis
- 89	Lefort L.T.: S. Pachomii vita bohairice scripta
- 90	Forget I.: Synaxarium Alexandrinum, II
- 91	Chabot I.-B.: Chronicon anonymum pseudo-Dionysianum vulgo dictum, I
- 92	Chabot I.-B.: Iacobi Edesseni Hexaemeron seu in opus creationis libri septem
- 93	Lebon I.: Severi Antiocheni liber contra impium Grammaticum. Orationis tertiae pars prior
- 94	Lebon I.: Severi Antiocheni liber contra impium Grammaticum. Orationis tertiae pars prior
- 95	Vaschalde A.: Dionysii bar Salibi commentarii in evangelia, II
- 96	Wiesmann H.: Sinuthii archimandritae vita et opera omnia, III
- 97	Vaschalde A.: Iacobi Edesseni Hexaemeron seu in opus creationis libri septem
- 98	Vaschalde A.: Dionysii bar Salibi commentarii in evangelia, II
- 99-100	Lefort L.T.: S. Pachomii vitae sahidice scriptae
- 101	Lebon I.: Severi Antiocheni liber contra impium Grammaticum. Orationis tertiae pars posterior
- 102	Lebon I.: Severi Antiocheni liber contra impium Grammaticum. Orationis tertiae pars posterior
- 103	Chabot I.-B.: Documenta ad origines monophysitarum illustrandas
- 104	Chabot I.-B.: Incerti auctoris Chronicon pseudo-Dionysianum vulgo dictum, II
- 105	Brooks E.W.: Iohannis Ephesini Historiae ecclesiasticae pars tertia
- 106	Brooks E.W.: Iohannis Ephesini Historiae ecclesiasticae pars tertia
- 107	Lefort L.T.: S. Pachomii vita bohairice scripta
- 108	Wiesmann H.: Sinuthii archimandritae vita et opera omnia, IV
- 109	Chabot I.-B.: Anonymi auctoris Chronicon ad A.C. 1234 pertinens, I. Praemissum est Chronicon anonymum ad A.D. 819 pertinens
- 110	Olinder G.: Iacobi Sarugensis epistulae quotquot supersunt
- 111	Lebon I.: Severi Antiocheni liber contra impium Grammaticum. Oratio prima et secunda
- 112	Lebon I.: Severi Antiocheni liber contra impium Grammaticum. Oratio prima et orationis secundae quae supersunt
- 113	Vaschalde A.: Dionysii bar Salibi commentarii in evangelia, II
- 114	Vaschalde A.: Dionysii bar Salibi commentarii in evangelia, II
- 115	Vosté I.-M.: Theodori Mopsuesteni commentarius in evangelium Iohannis Apostoli
- 116	Vosté I.-M.: Theodori Mopsuesteni commentarius in evangelium Iohannis Apostoli
- 117	Garitte G.: S. Antonii vitae versio sahidica
- 118	Garitte G.: S. Antonii vitae versio sahidica
- 119	Lebon I.: Severi Antiocheni orationes ad Nephalium. Eiusdem ac Sergii Grammatici epistulae mutuae
- 120	Lebon I.: Severi Antiocheni orationes ad Nephalium. Eiusdem ac Sergii Grammatici epistulae mutuae
- 121	Chabot I.-B.: Incerti auctoris Chronicon pseudo-Dionysianum vulgo dictum, I
- 122	Tarchnisvili M.: Liturgiae ibericae antiquiores
- 123	Tarchnisvili M.: Liturgiae ibericae antiquiores
- 124	Lefort L.T.: Concordance du Nouveau Testament sahidique, I. Les mots d'origine grecque
- 125	Hyvernat H.: Acta martyrum, II. Additis indicibus totius operis
- 126	Vosté I.-M. , Van den Eynde C.: Commentaire d’Iso’dad de Merv sur l’Ancien Testament, I. Genèse
- 127	Honigmann E.: Evêques et évêchés monophysites d’Asie antérieure au VIe siècle
- 128	Vööbus A.: Studies in the History of the Gospel Text in Syriac
- 129	Wiesmann H.: Sinuthii vita bohairice
- 130	Graf G.: Die Schriften des Jacobiten Habib ibn Hidma Abu Ra’ita
- 131	Graf G.: Die Schriften des Jacobiten Habib ibn Hidma Abu Ra’ita
- 132	Garitte G.: La Narratio de rebus Armeniae. Édition critique et commentaire
- 133	Hespel R.: Sévère d'Antioche. Le Philalèthe
- 134	Hespel R.: Sévère d'Antioche. Le Philalèthe
- 135	Lefort L.T.: Les Pères Apostoliques en copte
- 136	Lefort L.T.: Les Pères Apostoliques en copte
- 137	Leloir L.: S. Ephrem. Commentaire de l’Évangile concordant, version arménienne
- 138	Arras V.: Miraculorum S. Georgii megalomartyris Collectio altera
- 139	Arras V.: Miraculorum S. Georgii megalomartyris Collectio altera
- 140	Tonneau R.M.: S. Cyrilli Alexandrini commentarii in Lucam, I
- 141	Reynders B.: Lexique comparé du texte grec et des versions latine, arménienne et syriaque de l’«Adversus Haereses» de saint Irénée, I. Introduction, index des mots grecs, arméniens et syriaques
- 142	Reynders B.: Lexique comparé du texte grec et des versions latine, arménienne et syriaque de l’«Adversus Haereses» de Saint Irénée, II. Index des mots latins
- 143	Tarchnisvili M.: Typicon Gregorii Pacuriani
- 144	Tarchnisvili M.: Typicon Gregorii Pacuriani
- 145	Leloir L.: S. Ephrem. Commentaire de l’Évangile concordant, version arménienne
- 146	Honigmann E.: Le couvent de Barsauma et le Patriarcat jacobite d’Antioche et de Syrie
- 147	Graf G.: Verzeichnis arabischer kirchlicher Termini
- 148	Garitte G.: Lettres de S. Antoine. Version géorgienne et fragments coptes
- 149	Garitte G.: Lettres de S. Antoine. Version géorgienne et fragments coptes
- 150	Lefort L.T.: S. Athanase. Lettres festales et pastorales en copte
- 151	Lefort L.T.: S. Athanase. Lettres festales et pastorales en copte
- 152	Tonneau R.M.: Sancti Ephraem Syri in Genesim et in Exodum commentarii
- 153	Tonneau R.M.: Sancti Ephraem Syri in Genesim et in Exodum commentarii
- 154	Beck E.: Des heiligen Ephraem des Syrers Hymnen de Fide
- 155	Beck E.: Des heiligen Ephraem des Syrers Hymnen de Fide
- 156	Van den Eynde C.: Commentaire d’Iso’dad de Merv sur l’Ancien Testament, I. Genèse
- 157	Kuhn K.H.: Letters and Sermons of Besa
- 158	Kuhn K.H.: Letters and Sermons of Besa
- 159	Lefort L.T.: Œuvres de S. Pachôme et de ses disciples
- 160	Lefort L.T.: Œuvres de S. Pachôme et de ses disciples
- 161	Hoenerbach W. , Spies O.: Ibn at-Taiyib. Fiqh an-nasraniya «Das Recht der Christenheit», I
- 162	Hoenerbach W. , Spies O.: Ibn at-Taiyib. Fiqh an-nasraniya «Das Recht der Christenheit», I
- 163	Cerulli E.: Atti di Krestos Samra
- 164	Cerulli E.: Atti di Krestos Samra
- 165	Garitte G.: Catalogue des manuscrits littéraires géorgiens du Mont Sinaï
- 166	Molitor J.: Monumenta Iberica Antiquiora Textus Chanmeti et Haemeti ex Inscriptionibus, S. Biblis et patribus
- 167	Hoenerbach W. , Spies O.: Ibn at-Taiyib. Fiqh an-nasraniya «Das Recht der Christenheit», II
- 168	Hoenerbach W. , Spies O.: Ibn at-Taiyib. Fiqh an-nasraniya «Das Recht der Christenheit», II
- 169	Beck E.: Des heiligen Ephraem des Syrers Hymnen contra Haereses
- 170	Beck E.: Des heiligen Ephraem des Syrers Hymnen contra Haereses
- 171	Garitte G.: Vies géorgiennes de S. Syméon Stylite l’Ancien et de S. Ephrem
- 172	Garitte G.: Vies géorgiennes de S. Syméon Stylite l’Ancien et de S. Ephrem
- 173	Wilmet M.: Concordance du Nouveau Testament sahidique, II. Les mots autochtones, 1
- 174	Beck E.: Des heiligen Ephraem des Syrers Hymnen de Paradiso und Contra Julianum
- 175	Beck E.: Des heiligen Ephraem des Syrers Hymnen de Paradiso und Contra Julianum
- 176	Van den Eynde C.: Commentaire d’Iso’dad de Merv sur l’Ancien Testament, II. Exode-Deutéronome
- 177	Kasser R.: Papyrus Bodmer, III. Évangile de Jean et Genèse I-IV, 2 en bohaïrique
- 178	Kasser R.: Papyrus Bodmer, III. Évangile de Jean et Genèse I-IV, 2 en bohaïrique
- 179	Van den Eynde C.: Commentaire d’Iso’dad de Merv sur l’Ancien Testament, II. Exode-Deutéronome
- 180	Leloir L.: L’Évangile d’Ephrem d’après les œuvres éditées. Recueil des textes
- 181	Allotte de la Fuye M.: Actes de Filmona
- 182	Allotte de la Fuye M.: Actes de Filmona
- 183	Wilmet M.: Concordance du Nouveau Testament sahidique, II. Les mots autochtones, 2
- 184	Vööbus A.: History of Asceticism in the Syrian Orient. A Contribution to the History of Culture in the Near East, I. The Origin of Asceticism. Early Monasticism in Persia
- 185	Wilmet M.: Concordance du Nouveau Testament sahidique, II. Les mots autochtones, 3
- 186	Beck E.: Des heiligen Ephraem des Syrers Hymnen De Nativitate (Epiphania)
- 187	Beck E.: Des heiligen Ephraem des Syrers Hymnen De Nativitate (Epiphania)
- 188	Tarchnisvili M.: Le grand lectionnaire de l’Église de Jérusalem (Ve-VIIIe s.), I
- 189	Tarchnisvili M.: Le grand lectionnaire de l’Église de Jérusalem (Ve-VIIIe s.), I
- 190	Cerulli E.: Atti di Giulio di Aqfahs
- 191	Cerulli E.: Atti di Giulio di Aqfahs
- 192	Cachia P.: Eutychius of Alexandria. The Book of the Demonstration (Kitab al-Burhan), I
- 193	Watt W.M.: Eutychius of Alexandria. The Book of the Demonstration (Kitab al-Burhan), I
- 194	Kasser R.: Papyrus Bodmer, VI. Livre des Proverbes
- 195	Kasser R.: Papyrus Bodmer VI. Livre des Proverbes
- 196	Draguet R.: Index copte et grec-copte de la concordance du Nouveau Testament sahidique
- 197	Vööbus A.: History of Asceticism in the Syrian Orient. A Contribution to the History of Culture in the Near East, II. Early Monasticism in Mesopotamia and Syria
- 198	Beck E.: Des heiligen Ephraem des Syrers Hymnen de Ecclesia
- 199	Beck E.: Des heiligen Ephraem des Syrers Hymnen de Ecclesia
- 200	de Halleux A.: Martyrius (Sahdona). Œuvres spirituelles, I. Livre de la Perfection, 1e Partie
- 201	de Halleux A.: Martyrius (Sahdona). Œuvres spirituelles, I. Livre de la Perfection, 1e Partie
- 202	Garitte G.: La prise de Jérusalem par les Perses en 614
- 203	Garitte G.: La prise de Jérusalem par les Perses en 614
- 204	Tarchnisvili M.: Le grand lectionnaire de l’Église de Jérusalem (Ve-VIIIe s.), II
- 205	Tarchnisvili M.: Le grand lectionnaire de l’Église de Jérusalem (Ve-VIIIe s.), II
- 206	Kuhn K.H.: Pseudo-Shenoute on Christian Behaviour
- 207	Kuhn K.H.: Pseudo-Shenoute on Christian Behaviour
- 208	van den Oudenrijn M.: Helenae Aethiopum reginae quae feruntur preces et carmina
- 209	Cachia P.: Eutychius of Alexandria. The Book of the Demonstration (Kitab al-Burhan), II
- 210	Watt W.M.: Eutychius of Alexandria. The Book of the Demonstration (Kitab al-Burhan), II
- 211	van den Oudenrijn M.: Helenae Aethiopum reginae quae feruntur preces et carmina
- 212	Beck E.: Des heiligen Ephraem des Syrers Sermones de Fide
- 213	Beck E.: Des heiligen Ephraem des Syrers Sermones de Fide
- 214	de Halleux A.: Martyrius (Sahdona). Œuvres spirituelles, II. Livre de la Perfection, 2e Partie (ch. 1-7)
- 215	de Halleux A.: Martyrius (Sahdona). Œuvres spirituelles, II. Livre de la Perfection, 2e Partie (ch. 1-7)
- 216	Dowsett C.J.F.: The Penitential of David of Ganjak
- 217	Dowsett C.J.F.: The Penitential of David of Ganjak
- 218	Beck E.: Des heiligen Ephraem des Syrers Carmina Nisibena, I
- 219	Beck E.: Des heiligen Ephraem des Syrers Carmina Nisibena, I
- 220	Leloir L.: Doctrines et méthodes de S. Ephrem d’après son Commentaire de l’Évangile concordant (original syriaque et version arménienne)
- 221	Wendt K.: Das Mashafa Milad (Liber Nativitatis) und Mashafa Sellase (Liber Trinitatis) des Kaisers Zar’a Ya’qob, I
- 222	Wendt K.: Das Mashafa Milad (Liber Nativitatis) und Mashafa Sellase (Liber Trinitatis) des Kaisers Zar'a Ya'qob, I
- 223	Beck E.: Des heiligen Ephraem des Syrers Hymnen de Virginitate
- 224	Beck E.: Des heiligen Ephraem des Syrers Hymnen de Virginitate
- 225	Müller C.D.G.: Die Bücher der Einsetzung der Erzengel Michael und Gabriel
- 226	Müller C.D.G.: Die Bücher der Einsetzung der Erzengel Michael und Gabriel
- 227	Leloir L.: Le Témoignage d’Ephrem sur le Diatessaron
- 228	Molitor J.: Glossarium Ibericum in quattuor Evangelia et Actus Apostolorum antiquioris versionis etiam textus Chanmeti et Haemeti complectens, I
- 229	Van den Eynde C.: Commentaire d'Iso'dad de Merv sur l'Ancien Testament, III. Livre des Sessions
- 230	Van den Eynde C.: Commentaire d’Iso'dad de Merv sur l’Ancien Testament, III. Livre des Sessions
- 231	de Halleux A.: Philoxène de Mabbog. Lettre aux moines de Senoun
- 232	de Halleux A.: Philoxène de Mabbog. Lettre aux moines de Senoun
- 233	de Halleux A.: Eli de Qartamin. Memra sur S. Mar Philoxène de Mabbog
- 234	de Halleux A.: Eli de Qartamin. Memra sur S. Mar Philoxène de Mabbog
- 235	Wendt K.: Das Mashafa Milad (Liber Nativitatis) und Mashafa Sellase (Liber Trinitatis) des Kaisers Zar’a Ya’qob, II
- 236	Wendt K.: Das Mashafa Milad (Liber Nativitatis) und Mashafa Sellase (Liber Trinitatis) des Kaisers Zar’a Ya’qob, II
- 237	Molitor J.: Glossarium Ibericum in quattuor Evangelia et Actus Apostolorum antiquioris versionis etiam textus Chanmeti et Haemeti complectens, II
- 238	Arras V.: Collectio Monastica
- 239	Arras V.: Collectio Monastica
- 240	Beck E.: Des heiligen Ephraem des Syrers Carmina Nisibena, II
- 241	Beck E.: Des heiligen Ephraem des Syrers Carmina Nisibena, II
- 242	Abramowski L.: Untersuchungen zum Liber Heraclidis des Nestorius
- 243	Molitor J.: Glossarium Ibericum in quattuor Evangelia et Actus Apostolorum antiquioris versionis etiam textus Chanmeti et Haemeti complectens, Index Graecus-Ibericus
- 244	Hespel R.: Sévère d'Antioche. La polémique antijulianiste, I
- 245	Hespel R.: Sévère d'Antioche. La polémique antijulianiste, I
- 246	Beck E.: Des heiligen Ephraem des Syrers Hymnen de Ieiunio
- 247	Beck E.: Des heiligen Ephraem des Syrers Hymnen de Ieiunio
- 248	Beck E.: Des heiligen Ephraem des Syrers Paschahymnen (De azymis, de crucifixione, de resurrectione)
- 249	Beck E.: Des heiligen Ephraem des Syrers Paschahymnen (De azymis, de crucifixione, de resurrectione)
- 250	Conti Rossini K. , Ricci L.: Il Libro della Luce del Negus Zar’a Ya’qob (Mashafa Berhan), I
- 251	Conti Rossini K. , Ricci L.: Il Libro della Luce del Negus Zar’a Ya’qob (Mashafa Berhan), I
- 252	de Halleux A.: Martyrius (Sahdona). Œuvres spirituelles, III. Livre de la Perfection, 2e Partie (ch. 8-14)
- 253	de Halleux A.: Martyrius (Sahdona). Œuvres spirituelles, III. Livre de la Perfection, 2e Partie (ch. 8-14)
- 254	de Halleux A.: Martyrius (Sahdona). Œuvres spirituelles, IV. Lettres à des amis solitaires, Maximes sapientiales
- 255	de Halleux A.: Martyrius (Sahdona). Œuvres spirituelles, IV. Lettres à des amis solitaires, Maximes sapientiales
- 256	Molitor J.: Synopsis Latina Evangeliorum Ibericorum Antiquissimorum secundum Matthaeum, Marcum, Lucam
- 257	Thomson R.W.: Athanasiana Syriaca, I. 1. De Incarnatione. 2. Epistula ad Epicteum
- 258	Thomson R.W.: Athanasiana Syriaca, I. 1. De Incarnatione. 2. Epistula ad Epicteum
- 259	Kur S.: Actes de Iyasus Mo’a, abbé du couvent de St-Etienne de Hayq
- 260	Kur S.: Actes de Iyasus Mo’a, abbé du couvent de St-Etienne de Hayq
- 261	Conti Rossini K. , Ricci L.: Il Libro della Luce del Negus Zar’a Ya’qob (Mashafa Berhan), II
- 262	Conti Rossini K. , Ricci L.: Il Libro della Luce del Negus Zar’a Ya’qob (Mashafa Berhan), II
- 263	Garitte G.: Traités d’Hippolyte sur David et Goliath, sur le Cantique des Cantiques et sur l’Antéchrist
- 264	Garitte G.: Traités d’Hippolyte sur David et Goliath, sur le Cantique des Cantiques et sur l’Antéchrist
- 265	Molitor J.: Glossarium Ibericum Supplementum in Epistolas Catholicas et Apocalypsim antiquioris versionis
- 266	Vööbus A.: History of the School of Nisibis
- 267	Blau J.: A Grammar of Christian Arabic based mainly on South-Palestinian Texts from the First Millennium, Fasc. I: §§ 1-169
- 268	Kuhn K.H.: A Panegyric on John the Baptist
- 269	Kuhn K.H.: A Panegyric on John the Baptist
- 270	Beck E.: Des heiligen Ephraem des Syrers Sermo de Domino Nostro
- 271	Beck E.: Des heiligen Ephraem des Syrers Sermo de Domino Nostro
- 272	Thomson R.W.: Athanasiana Syriaca, II. 1. Homily on Matthew 12, 32; 2. Epistola ad Afros; 3. Tomus ad Antiochenos; 4. Epistola ad Maximum; 5. Epistola ad Adelphium
- 273	Thomson R.W.: Athanasiana Syriaca, II. 1. Homily on Matthew 12, 32; 2. Epistola ad Afros; 3. Tomus ad Antiochenos; 4. Epistola ad Maximum; 5. Epistola ad Adelphium
- 274	Sanders J.C.J.: Ibn at-Taiyib. Commentaire sur la Genèse
- 275	Sanders J.C.J.: Ibn at-Taiyib. Commentaire sur la Genèse
- 276	Blau J.: A Grammar of Christian Arabic based mainly on South-Palestinian Texts from the First Millennium, Fasc. II: §§ 170-368
- 277	Arras V.: Patericon Aethiopice
- 278	Arras V.: Patericon Aethiopice
- 279	Blau J.: A Grammar of Christian Arabic based mainly on South-Palestinian Texts from the First Millennium, Fasc. III: §§ 369-535
- 280	Molitor J.: Glossarium Latinum-Ibericum-Graecum
- 281	Hofmann J.: Die Äthiopische Übersetzung der Johannes-Apokalypse
- 282	Hofmann J.: Die Äthiopische Übersetzung der Johannes-Apokalypse
- 283	Leloir L.: Citations du Nouveau Testament dans l’ancienne tradition arménienne, I. A. L’Évangile de Matthieu, I-XII
- 284	Leloir L.: Citations du Nouveau Testament dans l’ancienne tradition arménienne, I. B. L’Évangile de Matthieu, XIII-XXVIII
- 285	Garitte G.: Version géorgienne de la vie de Sainte Marthe
- 286	Garitte G.: Version géorgienne de la vie de Sainte Marthe
- 287	Kur S.: Actes de Samuel de Dabra Wagag
- 288	Kur S.: Actes de Samuel de Dabra Wagag
- 289	Draguet R.: Les cinq recensions de l’Ascéticon syriaque d’Abba Isaïe, I. Les témoins et leurs parallèles non-syriaques. Édition des logoi I-XIII
- 290	Draguet R.: Les cinq recensions de l’Ascéticon syriaque d'Abba Isaïe, II. Édition des logoi XIV-XXVI
- 291	Egan G.A.: Saint Ephrem, an Exposition of the Gospel
- 292	Egan G.A.: Saint Ephrem, an Exposition of the Gospel
- 293	Draguet R.: Les cinq recensions de l’Ascéticon syriaque d’Abba Isaïe, I. Introduction au problème isaïen. Version des logoi I-XIII avec des parallèles grecs et latins
- 294	Draguet R.: Les cinq recensions de l’Ascéticon syriaque d’Abba Isaïe, II. Version des logoi XIV-XXVI avec des parallèles grecs, index.
- 295	Hespel R.: Sévère d’Antioche. La polémique antijulianiste, II. A
- 296	Hespel R.: Sévère d’Antioche. La polémique antijulianiste, II. A
- 297	Hofmann J.: Die äthiopische Johannes-Apokalypse kritisch untersucht
- 298	Cerulli E.: Les vies éthiopiennes de Saint Alexis, l’homme de Dieu
- 299	Cerulli E.: Les vies éthiopiennes de Saint Alexis, l’homme de Dieu
- 300	Blum G.G.: Rabbula von Edessa. Der Christ, der Bischof, der Theologe
- 301	Hespel R.: Sévère d’Antioche. La polémique antijulianiste, II. B
- 302	Hespel R.: Sévère d’Antioche. La polémique antijulianiste, II. B
- 303	Van den Eynde C.: Commentaire d’Iso’dad de Merv sur l’Ancien Testament, IV. Isaïe et les Douze
- 304	Van den Eynde C.: Commentaire d’Iso’dad de Merv sur l’Ancien Testament, IV. Isaïe et les Douze
- 305	Beck E.: Des heiligen Ephraem des Syrers Sermones, I
- 306	Beck E.: Des heiligen Ephraem des Syrers Sermones, I
- 307	Vööbus A.: Syrische Kanonessammlungen, I. Westsyrische Originalurkunden, I. A
- 308	Sader J.: Le De Oblatione de Jean de Dara
- 309	Sader J.: Le De Oblatione de Jean de Dara
- 310	Fiey J.M.: Jalons pour une histoire de l’Église en Iraq
- 311	Beck E.: Des heiligen Ephraem des Syrers Sermones, II
- 312	Beck E.: Des heiligen Ephraem des Syrers Sermones, II
- 313	Drescher J.: The Coptic (Sahidic) Version of Kingdoms I, II (Samuel I, II)
- 314	Drescher J.: The Coptic (Sahidic) Version of Kingdoms I, II (Samuel I, II)
- 315	Kerschensteiner J.: Der altsyrische Paulustext
- 316	Ricci L.: Vita di Walatta Petros
- 317	Vööbus A.: Syrische Kanonessammlungen, I. Westsyrische Originalurkunden I. B
- 318	Hespel R.: Sévère d’Antioche. La polémique antijulianiste, III
- 319	Hespel R.: Sévère d’Antioche. La polémique antijulianiste, III
- 320	Beck E.: Des heiligen Ephraem des Syrers Sermones, III
- 321	Beck E.: Des heiligen Ephraem des Syrers Sermones, III
- 322	Beck E.: Des heiligen Ephraem des Syrers Hymnen auf Abraham Kidunaya und Julianos Saba
- 323	Beck E.: Des heiligen Ephraem des Syrers Hymnen auf Abraham Kidunaya und Julianos Saba
- 324	Thomson R.W.: Athanasiana Syriaca, III. De Incarnatione contra Arianos; Contra Apollinarium I; De Cruce et Passione; Quod unus sit Christus; De Incarnatione Dei Verbi; Ad Jovianum
- 325	Thomson R.W.: Athanasiana Syriaca, III. De Incarnatione contra Arianos; Contra Apollinarium I; De Cruce et Passione; Quod unus sit Christus; De Incarnatione Dei Verbi; Ad Jovianum
- 326	Draguet R.: Commentaire du livre d’Abba Isaïe par Dadiso Qatraya (VIIe siècle)
- 327	Draguet R.: Commentaire du livre d’Abba Isaïe par Dadiso Qatraya (VIIe siècle)
- 328	Van den Eynde C.: Commentaire d’Iso’dad de Merv sur l’Ancien Testament, V. Jérémie, Ezéchiel, Daniel
- 329	Van den Eynde C.: Commentaire d’Iso’dad de Merv sur l’Ancien Testament, V. Jérémie, Ezéchiel, Daniel
- 330	Kur S.: Actes de Martha Krestos
- 331	Kur S.: Actes de Martha Krestos
- 332	Schneider M.: Actes de Za-Yohannes de Kebran
- 333	Schneider M.: Actes de Za-Yohannes de Kebran
- 334	Beck E.: Des heiligen Ephraem des Syrers Sermones, IV
- 335	Beck E.: Des heiligen Ephraem des Syrers Sermones, IV
- 336	Draguet R.: Commentaire anonyme du Livre d'Abba Isaïe (fragments)
- 337	Draguet R.: Commentaire anonyme du Livre d'Abba Isaïe (fragments)
- 338	Hayman A.P.: The Disputation of Sergius the Stylite against a Jew
- 339	Hayman A.P.: The Disputation of Sergius the Stylite against a Jew
- 340	Garitte G.: Expugnationis Hierosolymae A.D. 614. Recensiones Arabicae, I: A et B
- 341	Garitte G.: Expugnationis Hierosolymae A.D. 614. Recensiones Arabicae, I: A et B
- 342	Arras V.: De Transitu Mariae Apocrypha Aethiopice, I
- 343	Arras V.: De Transitu Mariae Apocrypha Aethiopice, I
- 344	Vööbus A.: Handschriftliche Überlieferung der Memre-Dichtung des Ja’qob von Serug, I. Sammlungen: Die Handschriften
- 345	Vööbus A.: Handschriftliche Überlieferung der Memre-Dichtung des Ja’qob von Serug, II. Sammlungen: Der Bestand
- 346	Gerö S.: Byzantine Iconoclasm during the Reign of Leo III, with Particular Attention to the Oriental Sources
- 347	Garitte G.: Expugnationis Hierosolymae A.D. 614. Recensiones Arabicae, II: C et V
- 348	Garitte G.: Expugnationis Hierosolymae A.D. 614. Recensiones Arabicae, II: C et V
- 349	Orlandi T.: Constantini Episcopi urbis Siout Encomia in Athanasium duo
- 350	Orlandi T.: Constantini Episcopi urbis Siout Encomia in Athanasium duo
- 351	Arras V.: De Transitu Mariae Apocrypha Aethiopice, II
- 352	Arras V.: De Transitu Mariae Apocrypha Aethiopice, II
- 353	Leloir L.: Paterica armeniaca a P.P. Mechitaristis edita (1855) nunc latine reddita, I
- 354	Abouna A. , Fiey J.M.: Anonymi auctoris chronicon ad A.C. 1234 Pertinens, II
- 355	Macomber W.F.: Six Explanations of the Liturgical Feasts by Cyrus of Edessa
- 356	Macomber W.F.: Six Explanations of the Liturgical Feasts by Cyrus of Edessa
- 357	Frank R.M.: The Wisdom of Jesus Ben Sirach
- 358	Frank R.M.: The Wisdom of Jesus Ben Sirach
- 359	Ebied R.Y. , Wickham L.R.: A Collection of Unpublished Syriac Letters of Cyril of Alexandria
- 360	Ebied R.Y. , Wickham L.R.: A Collection of Unpublished Syriac Letters of Cyril of Alexandria
- 361	Leloir L.: Paterica armeniaca a P.P. Mechitaristis edita (1855) nunc latine reddita, II
- 362	Fiey J.M.: Chrétiens syriaques sous les Mongols (Il-Khanat de Perse, XIIIe-XIVe s.)
- 363	Beck E.: Nachträge zu Ephraem Syrus
- 364	Beck E.: Nachträge zu Ephraem Syrus
- 365	Ebied R.Y. , Young M.J.L.: The Lamp of the Intellect of Severus Ibn al-Muqaffa’, Bishop of Al-Ashmunain
- 366	Ebied R.Y. , Young M.J.L.: The Lamp of the Intellect of Severus Ibn al-Muqaffa’, Bishop of Al-Ashmunain
- 367	Vööbus A.: The Synodicon in the West Syrian Tradition, I
- 368	Vööbus A.: The Synodicon in the West Syrian Tradition, I
- 369	Vööbus A.: The Pentateuch in the Version of the Syro-Hexapla. A Facsimile Edition of a Midyat Ms. Discovered 1964
- 370	Kawerau P.: Christlich-Arabische Chrestomathie aus historischen Schriftstellern des Mittelalters, I. Band 1. Heft: Texte
- 371	Leloir L.: Paterica armeniaca a P.P. Mechitaristis edita (1855) nunc latine reddita, III
- 372	Djobadze W.Z.: Materials for the Study of Georgian Monasteries in the Western Environs of Antioch on the Orontes
- 373	Molitor J.: Glossarium ibericum in Epistolas Paulinas antiquioris versionis
- 374	Kawerau P.: Christlich-Arabische Chrestomathie aus historischen Schriftstellern des Mittelalters, I. Band 2. Heft: Glossar
- 375	Vööbus A.: The Synodicon in the West Syrian Tradition, II
- 376	Vööbus A.: The Synodicon in the West Syrian Tradition, II
- 377	Beylot R.: Abba Nabyud de Dabra Sihat. Visions et conseils ascétiques
- 378	Beylot R.: Abba Nabyud de Dabra Sihat. Visions et conseils ascétiques
- 379	Leloir L.: Paterica armeniaca a P.P. Mechitaristis edita (1855) nunc latine reddita, IV
- 380	de Halleux A.: Philoxène de Mabbog. Commentaire du Prologue johannique (Ms. Br. Mus. Add. 14, 534)
- 381	de Halleux A.: Philoxène de Mabbog. Commentaire du Prologue johannique (Ms. Br. Mus. Add. 14, 534)
- 382	Lafontaine G.: La version arménienne des œuvres d’Aphraate le Syrien, I
- 383	Lafontaine G.: La version arménienne des œuvres d’Aphraate le Syrien, I
- 384	Gerö S.: Byzantine Iconoclasm during the Reign of Constantine V, with Particular Attention to the Oriental Sources
- 385	Kawerau P.: Christlich-Arabische Chrestomathie aus historischen Schriftstellern des Mittelalters, II. Übersetzung mit philologischen Kommentar
- 386	Thomson R.W.: Athanasiana Syriaca, IV. Expositio in Psalmos, 1. Abbreviated Version; 2. Longer Version
- 387	Thomson R.W.: Athanasiana Syriaca, IV. Expositio in Psalmos, 1. Abbreviated Version, 2. Longer Version
- 388	Fiey J.M.: Nisibe, métropole syriaque orientale et ses suffragants des origines à nos jours
- 389	Draguet R.: Les formes syriaques de la matière de l’Histoire lausiaque, I. Les manuscrits. Édition des pièces liminaires et des ch. 1-19
- 390	Draguet R.: Les formes syriaques de la matière de l'Histoire lausiaque, I. Les recensions. Version des pièces liminaires et des ch. 1-19
- 391	Beck E.: Ephräms Polemik gegen Mani und die Manichäer im Rahmen der zeitgenössischen griechischen Polemik und der des Augustinus
- 392	Watt J.W.: Philoxenus of Mabbug. Fragments of the Commentary on Matthew and Luke
- 393	Watt J.W.: Philoxenus of Mabbug. Fragments of the Commentary on Matthew and Luke
- 394	Kuhn K.H.: A Panegyric on Apollo, Archimandrite of the Monastery of Isaac, by Stephen, Bishop of Heracleopolis Magna
- 395	Kuhn K.H.: A Panegyric on Apollo, Archimandrite of the Monastery of Isaac, by Stephen, Bishop of Heracleopolis Magna
- 396	Ebied R.Y. , Young M.J.L.: Severus ibn al-Muqaffa’. Affliction’s Physic and the Cure of Sorrow
- 397	Ebied R.Y. , Young M.J.L.: Severus ibn al-Muqaffa’. Afflictions’ Physic and the Cure of Sorrow
- 398	Draguet R.: Les formes syriaques de la matière de l’Histoire lausiaque, II. Édition des ch. 20-71, épilogue [72-73]
- 399	Draguet R.: Les formes syriaques de la matière de l’Histoire lausiaque, II. Version des ch. 20-71, épilogue, appendice [72-73]
- 400	Vööbus A.: The Apocalypse in the Harklean Version. A Facsimile Edition of Ms. Mardin Orth. 35, fol. 143r-159v, with an Introduction
- 401	Vööbus A.: The Didascalia Apostolorum in Syriac, I
- 402	Vööbus A.: The Didascalia Apostolorum in Syriac, I
- 403	Bettiolo P.: Una raccolta di opuscoli calcedonensi (Ms. Sin. Syr. 10)
- 404	Bettiolo P.: Una raccolta di opuscoli calcedonensi (Ms. Sin. Syr. 10)
- 405	Lafontaine G.: La version arménienne des œuvres d’Aphraate le Syrien, II
- 406	Lafontaine G.: La version arménienne des œuvres d’Aphraate le Syrien, II
- 407	Vööbus A.: The Didascalia Apostolorum in Syriac, II
- 408	Vööbus A.: The Didascalia Apostolorum in Syriac, II
- 409	Ricci L.: Miracoli di Zar’a Buruk
- 410	Beylot R.: Commentaire éthiopien sur les bénédictions de Moïse et de Jacob
- 411	Beylot R.: Commentaire éthiopien sur les bénédictions de Moïse et de Jacob
- 412	Beck E.: Ephraem Syrus. Sermones in Hebdomadam Sanctam
- 413	Beck E.: Ephraem Syrus. Sermones in Hebdomadam Sanctam
- 414	Reinink G.J.: Studien zur Quellen- und Traditionsgeschichte des Evangelienkommentars der Gannat Bussame
- 415	Johnson D.W.: A Panegyric on Macarius
- 416	Johnson D.W.: A Panegyric on Macarius
- 417	Draguet R.: La vie primitive de S. Antoine
- 418	Draguet R.: La vie primitive de S. Antoine
- 419	Beck E.: Ephräms des Syrers Psychologie und Erkenntnislehre
- 420	Fiey J.M.: Chrétiens syriaques sous les Abbassides
- 421	Vööbus A.: Handschriftliche Überlieferung der Memre-Dichtung des Ja'qob von Serug. III
- 422	Vööbus A.: Handschriftliche Überlieferung der Memre-Dichtung des Ja'qob von Serug. IV
- 423	Lafontaine G.: La version arménienne des œuvres d’Aphraate le Syrien, III
- 424	Lafontaine G.: La version arménienne des œuvres d’Aphraate le Syrien, III
- 425	Beck E.: Ephräms Trinitätslehre im Bild von Sonne/Feuer, Licht und Wärme
- 426	Gerö S.: Barsauma of Nisibis and Persian Christianity in the Fifth Century
- 427	Platti E.: La grande polémique antinestorienne de Yahya b. ’Adi, I
- 428	Platti E.: La grande polémique antinestorienne de Yahya b. ’Adi, I
- 429	Stone M.E.: The Penitence of Adam
- 430	Stone M.E.: The Penitence of Adam
- 431	Hespel R. , Draguet R.: Théodore Bar Koni. Livre des Scolies, I
- 432	Hespel R. , Draguet R.: Théodore Bar Koni. Livre des Scolies, II. Mimrè VI-XI
- 433	Van den Eynde C.: Commentaire d’Iso’dad de Merv sur l’Ancien Testament, VI. Psaumes
- 434	Van den Eynde C.: Commentaire d’Iso’dad de Merv sur l’Ancien Testament, VI. Psaumes
- 435	Van Rompay L.: Théodore de Mopsueste. Fragments syriaques du Commentaire des Psaumes (Psaume 118 et Psaumes 138-148)
- 436	Van Rompay L.: Théodore de Mopsueste. Fragments syriaques du Commentaire des Psaumes (Psaume 118 et Psaumes 138-148)
- 437	Platti E.: La grande polémique antinestorienne de Yahya b. ’Adi, II
- 438	Platti E.: La grande polémique antinestorienne de Yahya b. ’Adi, II
- 439	Vööbus A.: The Canons Ascribed to Maruta of Maipherqat and Related Sources
- 440	Vööbus A.: The Canons Ascribed to Maruta of Maipherqat and Related Sources
- 441	Kawerau P.: Ostkirchengeschichte, II. Das Christentum in oströmisch-byzantinischen Reich bis zum osmanisch-türkischen Eroberung Konstantinopels
- 442	Kawerau P.: Ostkirchengeschichte, III. Das Christentum in Europa und Asien im Zeitalter der Kreuzzüge
- 443	Egan G.A.: An Analysis of the Biblical Quotations of Ephrem in «An Exposition of the Gospel»
- 444	Colin G.: La version éthiopienne de la vie de Schenoudi
- 445	Colin G.: La version éthiopienne de la vie de Schenoudi
- 446	Lafontaine G. , Coulie B.: La version arménienne des discours de Grégoire de Nazianze
- 447	Hespel R.: Théodore Bar Koni. Livre des Scolies
- 448	Hespel R.: Théodore Bar Koni. Livre des Scolies
- 449	Vööbus A.: The Book of Isaiah in the Version of the Syro-Hexapla. A Facsimile Edition of Ms. St. Mark 1 in Jerusalem with an Introduction
- 450	Breydy M.: Études sur Sa’id ibn Batriq et ses sources
- 451	Kawerau P.: Ostkirchengeschichte, I. Das Christentum in Asien und Afrika bis zum Auftreten der Portugiesen im Indischen Ozean
- 452	Staal H.: Mt. Sinai Arabic Codex 151, I. Pauline Epistles
- 453	Staal H.: Mt. Sinai Arabic Codex 151, I. Pauline Epistles
- 454	Reinink G.J.: Das Syrische Alexanderlied
- 455	Reinink G.J.: Das Syrische Alexanderlied
- 456	Kawerau P.: Ostkirchengeschichte, IV. Das Christentum in Südost- und Osteuropa
- 457	Beck E.: Dorea und Charis. - Die Taufe. Zwei Beiträge zur Theologie Ephräms des Syrers
- 458	Arras V.: Asceticon
- 459	Arras V.: Asceticon
- 460	Van Esbroeck M.J.: Les versions géorgiennes d’Épiphane de Chypre. Traité des poids et des mesures
- 461	Van Esbroeck M.J.: Les versions géorgiennes d’Épiphane de Chypre. Traité des poids et des mesures
- 462	Staal H.: Mt. Sinai Arabic Codex 151, II. Acts and Catholic Epistles
- 463	Staal H.: Mt. Sinai Arabic Codex 151, II. Acts and Catholic Epistles
- 464	Hespel R.: Théodore Bar Koni. Livre des Scolies
- 465	Hespel R.: Théodore Bar Koni. Livre des Scolies
- 466	Vööbus A.: The Lectionary of the Monastery of Aziza’el in Tur ’Abdin, Mesopotamia. A Starting Depository of the Syro-hexapla Texts. A facsimile Edition of Ms. Mardin Orth. 47
- 467	Kawerau P.: Die Chronik von Arbela
- 468	Kawerau P.: Die Chronik von Arbela
- 469	Van Roey A.: Eliae Epistula Apologetica ad Leonem, Syncellum Harranensem
- 470	Van Roey A.: Eliae Epistula Apologetica ad Leonem, Syncellum Harranensem
- 471	Breydy M.: Das Annalenwerk des Eutychios von Alexandrien. Ausgewählte Geschichten und Legenden kompiliert von Sa’id Ibn Batriq um 935 A.D.
- 472	Breydy M.: Das Annalenwerk des Eutychios von Alexandrien. Ausgewählte Geschichten und Legenden kompiliert von Sa’id Ibn Batriq um 935 A.D.
- 473	Ter-Petrossian L.: Textes arméniens relatifs à S. Ephrem
- 474	Outtier B.: Textes arméniens relatifs à S. Ephrem
- 475	Petersen W.L.: The Diatessaron and Ephrem Syrus as Sources of Romanos the Melodist
- 476	Arras V.: Geronticon
- 477	Arras V.: Geronticon
- 478	Van Esbroeck M.J.: Maxime le Confesseur. Vie de la Vierge
- 479	Van Esbroeck M.J.: Maxime le Confesseur. Vie de la Vierge
- 480	Watt J.W.: The Fifth Book of the Rhetoric of Antony of Tagrit
- 481	Watt J.W.: The Fifth Book of the Rhetoric of Antony of Tagrit
- 482	Samir K.: Tables de concordance des manuscrits arabes-chrétiens du Caire et du Sinaï
- 483	Van Rompay L.: Le commentaire sur Génèse-Exode 9, 32 du manuscrit (olim) Diyarbakir 22
- 484	Van Rompay L.: Le commentaire sur Génèse-Exode 9, 32 du manuscrit (olim) Diyarbakir 22
- 485	Vööbus A.: A Syriac Lectionary from the Church of the Forty Martyrs in Mardin, Tur ’Abdin, Mesopotamia
- 486	Su-Min Ri R.: La caverne des trésors. Les deux recensions syriaques
- 487	Su-Min Ri R.: La caverne des trésors. Les deux recensions syriaques
- 488	Thomson R.W.: The Armenian Version of the Works Attributed to Dionysius the Areopagite
- 489	Thomson R.W.: The Armenian Version of the Works Attributed to Dionysius the Areopagite
- 490	Platti E.: Abu’Isa al-Warraq, Yahya’Adi. De l’incarnation
- 491	Platti E.: Abu’Isa al-Warraq, Yahya’Adi. De l’incarnation
- 492	Colin G.: Vie de Georges de Sagla
- 493	Colin G.: Vie de Georges de Sagla
- 494	Molenberg C.: The Commentary on the Books of the Holy Prophets in a Manuscript in Leningrad
- 495	Sauget J.-M.: Une traduction arabe de la collection d’Apophthegmata Patrum de 'Enaniso'
- 496	Vööbus A.: Studies in the History of the Gospel Text in Syriac
- 497	Breydy M.: Jean Maron. Exposé de la foi et autres opuscules
- 498	Breydy M.: Jean Maron. Exposé de la foi et autres opuscules
- 499	Chaumont M.-L.: La christianisation de l’Empire iranien, des origines aux grandes persécutions du IVe siècle
- 500	Vööbus A.: History of Asceticism in the Syrian Orient. A Contribution to the History of Culture in the Near East, III
- 501	Reinink G.J.: Gannat Bussame, I. Die Adventssonntage
- 502	Reinink G.J.: Gannat Bussame, I. Die Adventssonntage
- 503	Kropp M.: Die Geschichte des Lebna-Dengel, Claudius und Minas
- 504	Kropp M.: Die Geschichte des Lebna-Dengel, Claudius und Minas
- 505	Arras V.: Quadraginta historiae monachorum
- 506	Arras V.: Quadraginta historiae monachorum
- 507	Hespel R.: Chronicum Anonymum Pseudo-Dionysianum vulgo dictum, II
- 508	Alwan K.: Jacques de Saroug. Quatre homélies métriques sur la création
- 509	Alwan K.: Jacques de Saroug. Quatre homélies métriques sur la création
- 510	Vanderkam J.C.: The Book of Jubilees. A Critical Text
- 511	Vanderkam J.C.: The Book of Jubilees
- 512	Varghese B.: Les onctions baptismales dans la tradition syrienne
- 513	Den Heijer J.: Mawhub ibn Mansur ibn Mufarrig et l’historiographie copto-arabe. Étude sur la composition de l’histoire des Patriarches d’Alexandrie
- 514	Jenkins R.G.: The Old Testament Quotations of Philoxenus of Mabbug
- 515	Beyene Y.: Giyorgis di Sagla. Il libro del Mistero (Mashafa Mestir), I
- 516	Beyene Y.: Giyorgis di Sagla. Il libro del Mistero (Mashafa Mestir), I
- 517	Haile G.: The Faith of the Unctionists in the Ethiopian Church
- 518	Haile G.: The Faith of the Unctionists in the Ethiopian Church
- 519	Colin G.: Vie de Samu’el de Debra Halleluya
- 520	Colin G.: Vie de Samu’el de Dabra Halleluya
- 521	Goehring J.E.: The Crosby-Schøyen Codex Ms 193 in the Schøyen Collection
- 522	Haile G.: The Epistle of Humanity of Emperor Zar’A Ya Eqob
- 523	Haile G.: The Epistle of Humanity of Emperor Zar’A Ya Eqob
- 524	Depuydt L.: Homiletica from the Pierpont Morgan Library
- 525	Depuydt L.: Homiletica from the Pierpont Morgan Library
- 526	Kourcikidzé C.: La caverne des trésors. Version géorgienne
- 527	Mahé J.-P.: La caverne des trésors. Version géorgienne
- 528	Schüssler K.: Die Katholischen Briefe in der koptischen (sahidischen) Version
- 529	Schüssler K.: Die Katholischen Briefe in der koptischen (sahidischen) Version
- 530	McVey K.E.: George, Bishop of the Arabs. A Homily on Blessed Mar Severus, Patriarch of Antioch
- 531	McVey K.E.: George, Bishop of the Arabs. A Homily on Blessed Mar Severus, Patriarch of Antioch
- 532	Beyene Y.: Giyorgis di Sagla. Il libro del Mistero (Mashafa Mestir), II
- 533	Beyene Y.: Giyorgis di Sagla. Il libro del Mistero (Mashafa Mestir), II
- 534	Teule H.G.B.: Gregory Barhebraeus Ethicon (Memra I)
- 535	Teule H.G.B.: Gregory Barhebraeus Ethicon (Memra I)
- 536	Uluhogian G.: Basilio Di Cesarea. Il Libro delle Domande (Le Regole)
- 537	Uluhogian G.: Basilio Di Cesarea. Il Libro delle Domande (Le Regole)
- 538	Kropp M.: Der Siegreiche Feldzug des Königs Amda-Seyon gegen die Muslime in Adal im Jahre 1332 n. Chr.
- 539	Kropp M.: Der Siegreiche Feldzug des Königs Amda-Seyon gegen die Muslime in Adal im Jahre 1332 n. Chr.
- 540	Reinink G.J.: Die Syrische Apokalypse des Pseudo-Methodius
- 541	Reinink G.J.: Die Syrische Apokalypse des Pseudo-Methodius
- 542	Cowe S.P.: Mxit’ar Sasnec’i’s Theological Discourses
- 543	Cowe S.P.: Mxit’ar Sasnec’i’s Theological Discourses
- 544	Depuydt L.: Encomiastica from the Pierpont Morgan Library
- 545	Depuydt L.: Encomiastica from the Pierpont Morgan Library
- 546	Cowe S.P.: Catalogue of the Armenian Manuscripts in the Cambridge University Library
- 547	Browne G.M.: Bibliorum Sacrorum Versio Palaeonubiana
- 548	Lyon J.P.: Syriac Gospel Translations. A Comparison of the Language and Translation Method Used in the Old Syriac, the Diatessaron, and the Peshitto
- 549	Bruns P.: Den Menschen mit dem Himmel verbinden. Eine Studie zu den katechetischen Homilien des Theodor von Mopsuestia
- 550	Thomson R.W.: The Syriac Version of the Hexaemeron by Basil of Caesarea
- 551	Thomson R.W.: The Syriac Version of the Hexaemeron by Basil of Caesarea
- 552	Bausi A.: Il Senodos etiopico. Canoni pseudoapostolici: Canoni dopo l’Ascensione, Canoni di Simone Cananeo, Canoni Apostolici, Lettera di Pietro
- 553	Bausi A.: Il Senodos etiopico. Canoni pseudoapostolici: Canoni dopo l’Ascensione, Canoni di Simone Cananeo, Canoni Apostolici, Lettera di Pietro
- 554	Brock S.: Isaac of Nineveh (Isaac the Syrian). “The Second Part”, chapters IV-XLI
- 555	Brock S.: Isaac of Nineveh (Isaac the Syrian). “The Second Part”, chapters IV-XLI
- 556	Browne G.M.: Old Nubian Dictionary
- 557	Lusini G.: Il “Gadla Absadi” (Dabra Maryam, Sera’e)
- 558	Lusini G.: Il “Gadla Absadi” (Dabra Maryam, Sera’e)
- 559	Juckel A.: Der Ktaba D-Durrasa (Ktaba D-Ma’Wata) des Elija Al-Anbari. Memra I-III
- 560	Juckel A.: Der Ktaba D-Durrasa (Ktaba D-Ma’Wata) des Elija Al-Anbari. Memra I-III
- 561	Dowsett C.J.F.: Sayat’-Nova, an 18th-century troubadour. A Biographical and Literary Study
- 562	Browne G.M.: Old Nubian Dictionary: Appendices
- 563	Drint A.: The Mount Sinai Arabic Version of IV Ezra
- 564	Drint A.: The Mount Sinai Arabic Version of IV Ezra
- 565	Drijvers H.J.W. , Drijvers J.W.: The Finding of the True Cross. The Judas Kyriakos Legend in Syriac. Introduction, Text and Translation
- 566	Stone N.: The Kaffa Lives of the Desert Fathers. A Study in Armenian Manuscript Illumination
- 567	Glenthøj J.B.: Cain and Abel in Syriac and Greek Writers (4th-6th centuries)
- 568	Bosson N.: Wörterverzeichnis zu Gawdat Gabras Ausgabe des Psalters im Mesokemischen (Oxyrhynchitischen/Mittelägyptischen) Dialekt des Koptischen (Mudil-Kodex). Unter Mitarbeit von Rodolphe Kasser
- 569	Aerts W.J. , Kortekaas G.A.A.: Die Apokalypse des Pseudo-Methodius: die ältesten griechischen und lateinischen Übersetzungen. I. Einleitung, Texte, Indices Locorum et Nominum
- 570	Aerts W.J. , Kortekaas G.A.A.: Die Apokalypse des Pseudo-Methodius: die ältesten griechischen und lateinischen Übersetzungen. II. Anmerkungen, Wörterverzeichnisse, Indices
- 571	Boud’hors A.: Catalogue des fragments coptes de la bibliothèque nationale et universitaire de Strasbourg. I. Fragments bibliques
- 572	Mathews E.G.: The Armenian Commentary on Genesis attributed to Ephrem the Syrian
- 573	Mathews E.G.: The Armenian Commentary on Genesis attributed to Ephrem the Syrian
- 574	Garsoïan N.: L’Église arménienne et le grand schisme d’Orient
- 575	Browne G.M.: The Old Nubian Martyrdom of Saint-George
- 576	Taylor D.G.K.: The Syriac Versions of the De Spiritu Sancto by Basil of Caesarea
- 577	Taylor D.G.K.: The Syriac Versions of the De Spiritu Sancto by Basil of Caesarea
- 578	Lamoreaux J.C.: The Life of Stephen of Mar Sabas
- 579	Lamoreaux J.C.: The Life of Stephen of Mar Sabas
- 580	Possekel U.: Evidence of Greek Philosophical Concepts in the Writings of Ephrem the Syrian
- 581	Su-Min Ri A.: Commentaire de la caverne des trésors. Étude sur l'histoire du texte et des sources
- 582	Wilmshurst D.: The Ecclesiastical Organisation of the Church of the East 1318–1913
- 583	Stone M.E. , Ervine R.R.: The Armenian Texts of Epiphanius of Salamis De mensuris et ponderibus
- 584	Mahé A. , Mahé J.-P.: Tragédie de Grégoire de Narek
- 585	Leonhard C.: Ishodad of Merw's Exegesis of the Psalms 119 and 139-147
- 586	Aleksidzé Z. , Mahé J.-P.: Le nouveau manuscrit géorgien sinaïtique N°50. N Sin 50. Introduction par Z. Aleksidzé, texte français de J.-P. Mahé
- 587	Mathews E.G.: The Armenian Commentaries on Exodus-Deuteronomy attributed to Ephrem the Syrian
- 588	Mathews E.G.: The Armenian Commentaries on Exodus-Deuteronomy attributed to Ephrem the Syrian
- 589	Mengozzi A.: Israel of Alqosh and Joseph of Telkepe. A Story in a Truthful Language. Religious Poems in Vernacular Syriac (North Iraq, 17th Century)
- 590	Mengozzi A.: Israel of Alqosh and Joseph of Telkepe. A Story in a Truthful Language. Religious Poems in Vernacular Syriac (North Iraq, 17th Century)
- 591	Shedinger R.F.: Tatian and the Jewish Scriptures: A Textual and Philological Analysis of the Old Testament Citations in Tatian's Diatessaron
- 592	Brakke D.: Pseudo-Athanasius on Virginity
- 593	Brakke D.: Pseudo-Athanasius on Virginity
- 594	Weltecke D.: Die «Beschreibung der Zeiten» von Mor Michael dem Großen (1126–1199). Eine Studie zu ihrem historischen und historiographiegeschichtlichen Kontext
- 595	Bausi A.: La «Vita» e i «Miracoli» di Libanos
- 596	Bausi A.: La «Vita» e i «Miracoli» di Libanos
- 597	Marrassini P.: „Vita“, „Omilia“, „Miracoli“ del santo Gabra Manfas Qeddus
- 598	Marrassini P.: „Vita“, „Omilia“, „Miracoli“ del santo Gabra Manfas Qeddus
- 599	Emmel S.: Shenoute's Literary Corpus. Volume One
- 600	Emmel S.: Shenoute's Literary Corpus. Volume Two
- 601	Rapp S.H. Jr.: Studies in Medieval Georgian Historiography: Early Texts and Eurasian Contexts
- 602	Jullien C. , Jullien F.: Les Actes de Mar Mari
- 603	Jullien C. , Jullien F.: Les Actes de Mar Mari
- 604	Jullien C. , Jullien F.: Aux origines de l'église de Perse: les Actes de Mar Mari
- 605	Boisson-Chenorhokian P.: Yovhannes Drasxanakertc'i, Histoire d'Arménie
- 606	Mardirossian A.: Le livre des canons arméniens (Kanonagirk' Hayoc') de Yovhannes Awjnec'i. Église, droit et société en Arménie du IVe au VIIIe siècle
- 607	Chétanian R.V.: La version arménienne ancienne des homélies sur les «Actes des Apôtres» de Jean Chrysostome. Homélies I, II, VII, VIII
- 608	Chétanian R.V.: La version arménienne ancienne des homélies sur les «Actes des Apôtres» de Jean Chrysostome. Homélies I, II, VII, VIII
- 609	Dorfmann-Lazarev I.: Arméniens et Byzantins à l'époque de Photius: Deux débats théologiques après le Triomphe de l'Orthodoxie
- 610	Schenke Robinson G.: Das Berliner „Koptische Buch“ (P20915). Eine wieder hergestellte frühchristlich-theologische Abhandlung
- 611	Schenke Robinson G.: Das Berliner „Koptische Buch“ (P20915). Eine wieder hergestellte frühchristlich-theologische Abhandlung
- 612	Lane D.J.: Subhalmaran. The Book of Gifts
- 613	Lane D.J.: Subhalmaran. The Book of Gifts
- 614	Amar J.P.: Dionysius bar Salibi. A Response to the Arabs
- 615	Amar J.P.: Dionysius bar Salibi. A Response to the Arabs
- 616	Lange C.: The Portrayal of Christ in the Syriac Commentary on the Diatessaron
- 617	Wechsler M.G.: Evangelium Iohannis Aethiopicum
- 618	Toepel A.: Die Adam- und Seth-Legenden im Syrischen «Buch der Schatzhöhle». Eine quellenkritische Untersuchung
- 619	Haile G.: The Ge'ez Acts of Abba Estifanos of Gwendagwende
- 620	Haile G.: The Ge'ez Acts of Abba Estifanos of Gwendagwende
- 621	Schilling A.M.: Die Anbetung der Magier und die Taufe der Sasaniden. Zur Geistesgeschichte des iranischen Christentums in der Spätantike
- 622	Jullien F.: Le monachisme en Perse. La réforme d'Abraham le Grand, père des moines de l'Orient
- 623	La Porta S.: Two Anonymous Sets of Scholia on Dionysius the Areopagite's «Heavenly Hierarchy»
- 624	La Porta S.: Two Anonymous Sets of Scholia on Dionysius the Areopagite's «Heavenly Hierarchy»
- 625	La Porta S.: The Armenian Scholia on Dionysius the Areopagite. Studies on their Literary and Philological Tradition
- 626	King D.: The Syriac Versions of the Writings of Cyril of Alexandria. A Study in Translation Technique
- 627	Mengozzi A.: Religious Poetry in Vernacular Syriac from Northern Iraq (17th-20th Centuries). An Anthology
- 628	Mengozzi A.: Religious Poetry in Vernacular Syriac from Northern Iraq (17th-20th Centuries). An Anthology
- 629	Amar J.P.: The Syriac «Vita» Tradition of Ephrem the Syrian
- 630	Amar J.P.: The Syriac «Vita» Tradition of Ephrem the Syrian
- 631	Heimgartner M.: Timotheos I., ostsyrischer Patriarch: Disputation mit dem Kalifen Al-Mahdi
- 632	Heimgartner M.: Timotheos I., ostsyrischer Patriarch: Disputation mit dem Kalifen Al-Mahdi
- 633	Augé I.: Églises en dialogue: Arméniens et Byzantins dans la seconde moitié du XIIe siècle
- 634	Capone A.: Pseudo-Atanasio. Dialoghi IV e V sulla santa Trinità
- 635	Haile G.: A History of the First Estifanosite Monks
- 636	Haile G.: A History of the First Estifanosite Monks
- 637	Chiala S.: Isacco di Ninive. Terza Collezione
- 638	Chiala S.: Isacco di Ninive. Terza Collezione
- 639	Harrak A.: Catalogue of Syriac and Garshuni Manuscripts
- 640	Garsoïan N.: Interregnum
- 641	Kremer T.: Mundus primus
- 642	Lizorkin E.: Aphrahat's Demonstrations
- 643	Alexanian J.M.: The Ancient Armenian Text of the Acts of the Apostles
- 644	Heimgartner M.: Die Briefe 42-58 des ostsyrischen Patriarchen Timotheos I.
- 645	Heimgartner M.: Die Briefe 42-58 des ostsyrischen Patriarchen Timotheos I.
- 646	Thomson R.W.: Saint Basil of Caesarea and Armenian Cosmology
- 647	Poizat B.: Jacques Rhétoré
- 648	La Spisa P.: I trattati teologici di Sulayman Ibn Hasan al-Gazzi
- 649	La Spisa P.: I trattati teologici di Sulayman Ibn Hasan al-Gazzi
- 650	Schenke G.: Das koptisch hagiographische Dossier des Heiligen Kolluthos
- 651	Childers J. W.: The Syriac Version of John Chrysostom's Commentary on John
- 652	Childers J. W.: The Syriac Version of John Chrysostom's Commentary on John
- 653	Haile G.: The Homily of Zär'a Ya'eqob's Mäshafä Berhan on the Rite of Baptism and Religious Instruction
- 654	Haile G.: The Homily of Zär'a Ya'eqob's Mäshafä Berhan on the Rite of Baptism and Religious Instruction
- 655	Joest C.: Die Pachom-Briefe
- 656	Fiori E.: Dionigi Areopagita. Nomi divini, teologia mistica, epistole
- 657	Fiori E.: Dionigi Areopagita. Nomi divini, teologia mistica, epistole
- 658	Jullien F.: Histoire de Mar Abba, catholicos de l'Orient. Martyres de Mar Grigor, général en chef du roi Khusro Ier et de Mar Yazd-panah, juge et gouverneur
- 659	Jullien F.: Histoire de Mar Abba, catholicos de l'Orient. Martyres de Mar Grigor, général en chef du roi Khusro Ier et de Mar Yazd-panah, juge et gouverneur
- 660	Joest C.: Die Mönchsregeln der Pachomianer
- 661	Heimgartner M.: Die Briefe 30-39 des ostsyrischen Patriarchen Timotheos I.
- 662	Heimgartner M.: Die Briefe 30-39 des ostsyrischen Patriarchen Timotheos I.
- 663	Kassis H.E.: An Andalusian Arabic Version of the Four Gospels
- 664	Haelewyck J.-C.: Histoire de Zosime sur la vie des Bienheureux Réchabites
- 665	Géhin P.: Les manuscrits syriaques de parchemin du Sinaï et leurs 'membra disjecta'